# Monika Rajnohová
Monika Rajnohová (* 26. Mai 1993 in Žilina, Slowakei) ist eine ehemalige slowakische Handballspielerin, die für die slowakische Nationalmannschaft auflief.

## Karriere

### Im Verein
Rajnohová spielte beim slowakischen Verein HK AS Trenčín. Zwischen 2011 und 2013 stand die Rückraumspielerin beim tschechischen Verein HK Britterm Veselí nad Moravou unter Vertrag, mit dem sie 2012 den nationalen Pokal errang. Daraufhin lief sie zwei Spielzeiten für DHC Slavia Prag auf. Rajnohová spielte in der Saison 2015/16 beim ungarischen Erstligisten Mosonmagyaróvári KC SE, für den sie in 20 Spielen 44 Treffer erzielte. Im Sommer 2016 schloss sie sich dem schwedischen Erstligaaufsteiger Skara HF an.
Rajnohová verließ im Januar 2017 Skara HF und kehrte zum HK AS Trenčín zurück. Zur Saison 2017/18 wurde die Rechtshänderin vom französischen Erstligaaufsteiger Le Havre AC Handball verpflichtet und wechselte eine Saison später zum Ligakonkurrenten ESBF Besançon. Im Jahr 2019 schloss sie sich dem slowakischen Verein HC DAC Dunajská Streda an. Im Mai 2020 wurde ihre Wahl zur slowakischen Handballspielerin des Jahres 2019 bekannt. Nach der Saison 2020/21 verließ sie aus familiären Gründen den Verein.

### In Auswahlmannschaften
Rajnohová lief für die slowakische Jugend- und die Juniorinnennationalmannschaft auf. In diesen Altersklassen nahm sie lediglich an der U-17-Europameisterschaft 2009 teil. Für die slowakische A-Nationalmannschaft lief sie bei der Europameisterschaft 2014 auf, bei der die Slowakei den zwölften Platz belegte.

## Sonstiges
Ihre Schwester Erika Rajnohová spielt ebenfalls Handball.